# 尖萼茜树
尖萼茜树（学名：Aidia oxyodonta）为茜草科茜树属下的一个种。